# Georgia Coates
Georgia Amy Coates, född 19 februari 1999, är en brittisk simmare.
Coates tävlade i tre grenar (200 meter frisim, 4 x 200 meter frisim och 4 x 100 meter medley) för Storbritannien vid olympiska sommarspelen 2016 i Rio de Janeiro.